# 滋賀県道319号竹生島線
滋賀県道319号竹生島線（しがけんどう319ごう ちくぶしません）は、滋賀県長浜市を通る一般県道である。

## 概要
長浜市早崎町の琵琶湖北部に浮かぶ竹生島を通る。
地理院地図や滋賀県の道路台帳付図によると、竹生島の港から、宝厳寺参道や都久夫須麻神社（竹生島神社）参道を経由し都久夫須麻神社本殿脇に至る、屋根のある区間や階段部分を含む、全長145 mの道路である。
港前の広場の歩道の入口（屋根が始まる部分）に起点を示す標石がある。起点から34 mの地点（屋根が終わる地点）から階段となり、その先、鳥居のある踊り場から右折して都久夫須麻神社への参道に入り、本殿の脇が終点となる。

### 路線データ
- 起点：長浜市早崎町（竹生島港）
- 終点：長浜市早崎町（都久夫須麻神社本殿脇）
- 総延長：145 m[1][2]

## 地理

### 通過する自治体
- 長浜市

### 沿線
- 竹生島港
- 都久夫須麻神社（竹生島神社）
- 宝厳寺
- 弁天堂